# The Boy with the X-Ray Eyes
The Boy with the X-Ray Eyes, publicado en 1995 es el primer álbum de la banda Babylon Zoo. Alcanzó su punto máximo en el número 6 en las listas de charts, aunque no coincide con el éxito de su primer sencillo "Spaceman" que alcanzó el puesto número 1 en 23 países.
Otros singles publicados de este álbum fueron "Animal Army", que llegó al número 17 en los charts y "The Boy with the X-Ray Eyes", que alcanzó sólo el 23.

## Lista de canciones
1. "Animal Army"
2. "Spaceman"
3. "Zodiac Sign"
4. "Paris Green"
5. "Confused Art"
6. "Caffeine"
7. "The Boy with the X-Ray Eyes"
8. "Don't Feed the Animals"
9. "Fire Guided Light"
10. "Is Your Soul for Sale?"
11. "I'm Cracking Up I Need a Pill"

## Trivia
- El título del álbum viene de un apodo que Jas recibió en la escuela.
- Un CD Promocional que también fue publicado incluye canciones como "Spaceman", "Animal Army", "Zodiac Sign" y "I'm Cracking Up I Need A Pill".

- Datos: Q1934475